# Státní převrat ve Španělsku (1981)
Státní převrat ve Španělsku 23. února 1981 (španělsky Golpe de Estado del 23 de febrero de 1981 en España, ve Španělsku označovaný též jako 23-F), byl neúspěšný pokus o puč zosnovaný několika, především vojenskými veliteli. Nejvýznamnější epizodou událostí bylo přepadení poslanecké sněmovny (Kongresu poslanců Španělska) početnou skupinou členů španělského četnictva (Guardia civil), v jejichž čele stál podplukovník Antonio Tejero Molina, během hlasování o kandidátovi na předsedu vlády Leopoldu Calvo-Sotelovi ze strany Unie demokratického středu (UCD).

## Předchozí okolnosti
Puč z roku 1981 je v přímé souvislosti s událostmi, jež se odehrály během španělského přechodu k demokracii. Čtyři prvky vytvářely stálé napětí, jež se vládě Unie demokratického středu nedařilo zastavit: problémy vycházející z ekonomické krize spolu s problémy s definováním nové územní organizace státu, teroristické akce osnované Baskickou organizací ETA a odmítnutí přijetí demokratického systému některými složkami armády.

### Operace Galaxia
První příznaky nespokojenosti v armádě byly patrné již v dubnu 1977, kdy se záměrem legalizace Španělské komunistické strany (PCE) 9. dubna, na Bílou sobotu, odvolal admirál Pita da Veiga ministra námořnictva a Vrchní vojenská rada (Consejo Superior del Ejército) vydala prohlášení, v němž prohlašuje svůj nesouhlas se zmíněnou legalizací, ačkoli ji respektovala. V listopadu 1978 byla překažena operace Galaxia, pučistický pokus o státní převrat, za niž je její hlavní aktér, Antonio Tejero, odsouzen k šesti měsícům vězení.

### Krize
Zatímco v řadách armády a extrémní pravice sílily pro-pučistické nálady, vláda pokračovala v zahájení nové dekády k hluboké krizi, jež se během roku 1980 stala stále méně udržitelnou. Mezi prvními hlavními událostmi to byly hlavně demise ministra kultury Manuela Clavera 15. ledna, znovuvytvoření vlády 3. května, návrh PSOE na vyslovení nedůvěry Adolfu Suárezovi ve dnech 28.–30. května, demise místopředsedy vlády Fernanda Abrila Martorella 22. června, jež vyústila v opětovné znovuvytvoření vlády v září, a v říjnové zvolení Miguela Herrera y Rodrígueze de Miñón vůdcem středové parlamentní skupiny, alternativního kandidáta na jeho místo (Santiaga Rodrígueze-Mirandu) jmenovaného Suárezem.

### Demise Suáreze
Trvající neschopnost Adolfa Suáreze zajistit jednotu ve vlastní straně ještě podpořilo vyhlášení jeho demise na funkci předsedy vlády a předsedy UCD dne 29. ledna 1981 v jedné televizního vstupu, během něhož události nabraly rychlý sled. 1. února kolektiv „Almendros“ zveřejnil v pravicovém deníku El Alcázar otevřeně pučistický článek. Od 2. do 4. února královský pár cestoval do Baskicka a navštívil Casa de Juntas de Guernica, kde je poslanci Herriho Batasuny přivítali pískotem a několika incidenty. Dne 6. února byla nalezena mrtvola týraného a zavražděného inženýra jaderné elektrárny Lemóniz, Josého Maríi Ryana, uneseného několik dní předtím, zatímco pátrání po dalším uneseném technikovi, Luisi Suñerovi, bylo bezvýsledné. Uprostřed takto vyhrocené situace se dal do pohybu proces odvolání Suáreze. Ve dnech 6.–9. února se rovněž konal II. kongres UCD na Mallorce, kde se zdálo, že je strana naprosto nejednotná a předsedou byl zvolen Agustín Rodríguez Sahagún, a 10. února byl Leopoldo Calvo-Sotelo jmenován kandidátem na funkci předsedy vlády.

### Zasedání pro udělení důvěry
V této složité situaci 18. února Calvo-Sotelo představil svoji vládu, avšak při hlasování o dva dny později nedostal většinovou podporu, potřebnou pro získání důvěry, načež proběhlo nové hlasování dne 23. února. Také pučisté si tento den zvolili pro svůj záměr státního převratu. Pokus, v němž se jedna strana snažila prosadit záměr tvrdého úderu, navrhovaného armádním generálem Jaimem Milansem del Bosch a druhá strana spíše mírnou cestu navrhovanou generálem Alfonsem Armadou, jenž v té době požíval důvěry krále.

## Útok na poslaneckou sněmovnu

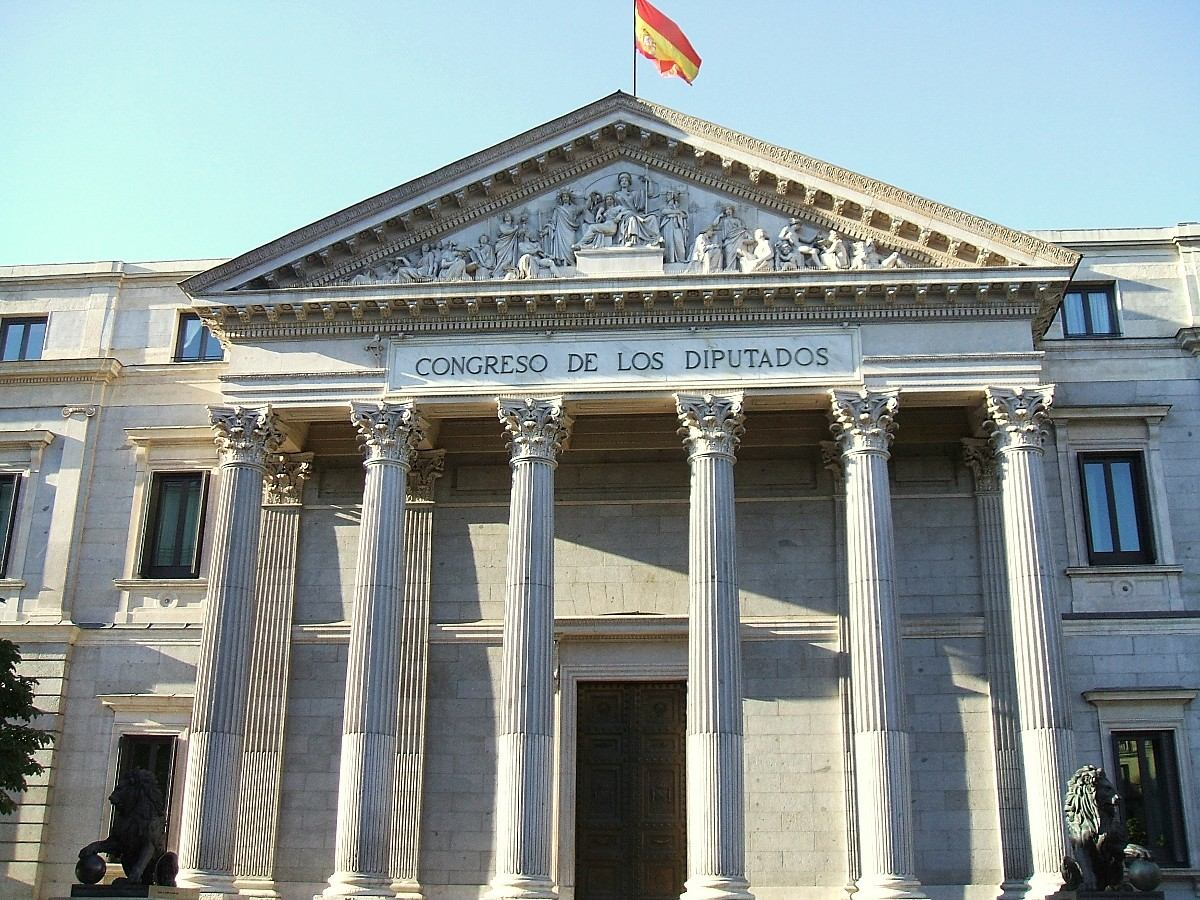
Poslanecká sněmovna (Congreso de los Diputados).

Při puči z 23. února spolupracovaly různé skupiny pučistů, které v zemi operovaly už od počátku demokratizace v rámci koordinované akce. Přesně v osmnáct hodin začalo jmenovité hlasování o svěření funkce do rukou Calvo-Sotela coby premiéra. V 18.22, ve chvíli, kdy se chystal odevzdat svůj hlas také socialistický poslanec Manuel Núñez Encabo, začala operace s krycím názvem „Duque de Ahumada“ (vévoda z Ahumady), podle zakladatele četnictva (Guardia Civil). Podle vytyčeného plánu jedna skupina „guardias civiles“, vedená podplukovníkem Antoniem Tejerem, se samopaly v rukou vnikla do půlkruhové haly poslanecké sněmovny (Kongresu poslanců Španělska). Tejero z tribuny zakřičel „¡Quieto todo el mundo!“ („Ticho všichni!“) a dal příkaz, aby si všichni přítomní lehli na zem.
Jako nejvyšší vojenská hodnost z přítomných a jako místopředseda vlády se generálplukovník Gutiérrez Mellado zvedl, obrátil se na podplukovníka Tejera, ostře napomenul útočníky, žádaje vysvětlení, a nařídil jim, aby složili zbraně. Během krátké roztržky a aby znovu potvrdil svůj příkaz, Tejero vystřelil pro výstrahu ze své pistole, na což reagovali ostatní útočníci několika dávkami ze samopalů. Letitý generál bez velkého vzrušení s rukama v hlasovací nádobě snášel zvuk zbraní. Zatímco většina poslanců uposlechla Tejerových rozkazů, poslanec Carrillo a předseda Suárez zůstali sedět ve svých lavicích. Suárez dokonce gestem vyjádřil podporu Melladovi. Během útoku utrpěl jeden z poslaneckých asistentů nával úzkosti a udeřil jednoho z přítomných do nosu.